# Zimní šestiúhelník

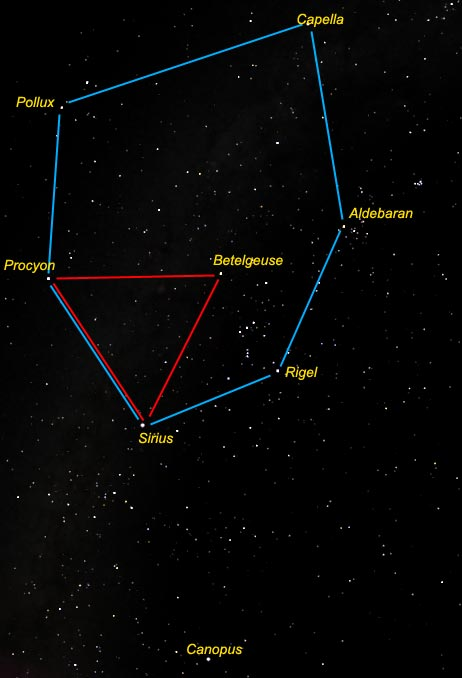
Schéma zimního šestiúhelníku

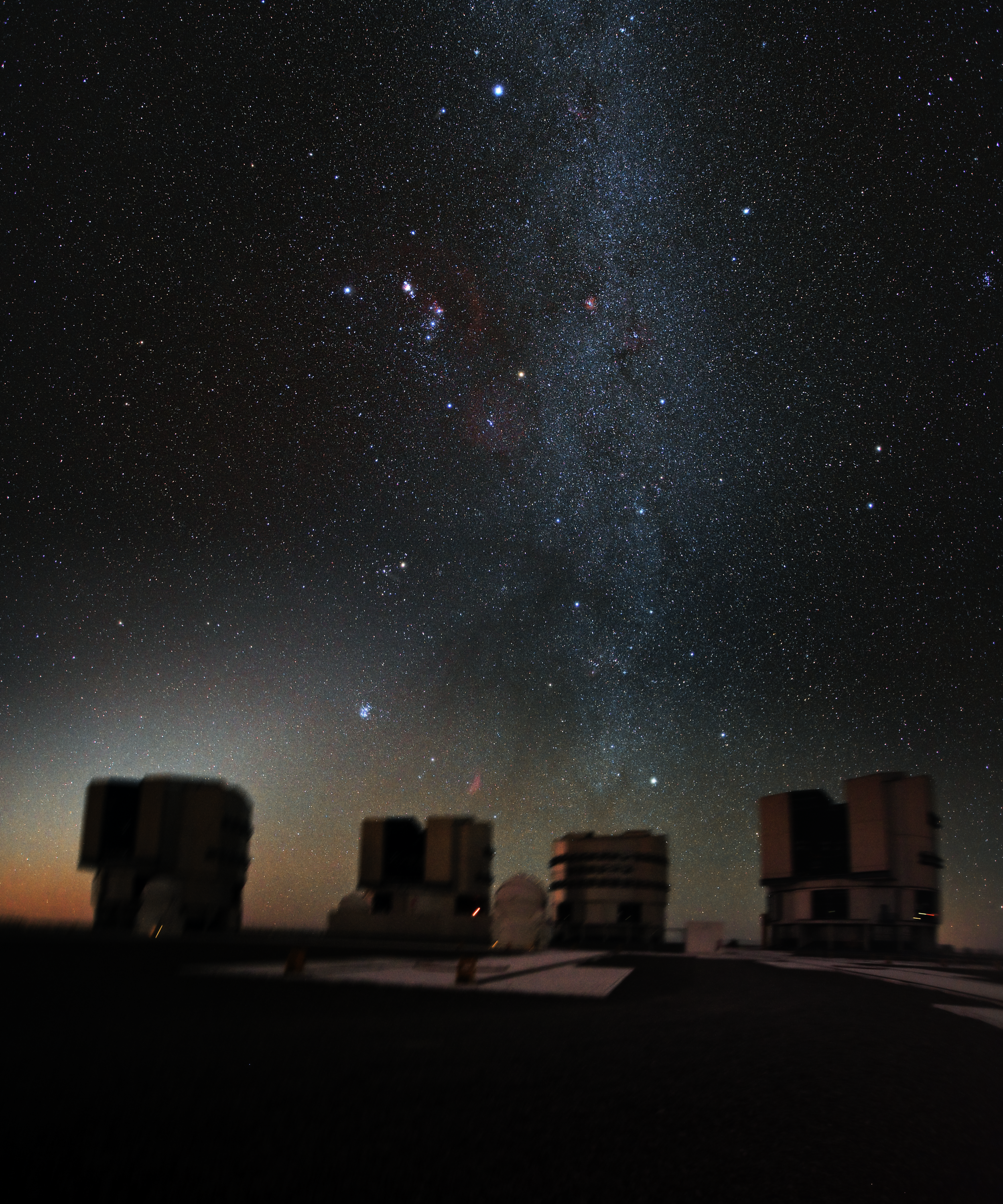
Zimní šestiúhelník při pohledu z jižní polokoule, čemu odpovídá i jeho obrácená pozice: vrchol tvořený hvězdou Capella je nejnižší a vrchol tvořený Síriem nejvyšší. Na severní polokouli je to naopak.

Zimní šestiúhelník je asterismus, který ulehčuje orientaci na zimní obloze. Rozprostírá se zčásti na severní a zčásti na jižní obloze, protože jím prochází světový rovník.
Ačkoli se nazývá šestiúhelník, skládá se paradoxně ze 7 hvězd. Dvojice hvězd Castor a Pollux totiž pro svoji blízkost na obloze představují jen jeden jeho vrchol. Nejvýše položená z nich je na severní polokouli hvězda Capella.

## Hvězdy
- Aldebaran (Souhvězdí Býka)
- Capella (Souhvězdí Vozky)
- Pollux a Castor (Souhvězdí Blíženců)
- Prokyon (Souhvězdí Malého psa)
- Sirius (Souhvězdí Velkého psa)
- Rigel (Souhvězdí Orionu)

Prokyon a Sirius patří zároveň do dalšího asterismu - zimního trojúhelníku.